# Goliath 1100
La Goliath 1100 era una piccola autovettura berlina due porte prodotta dalla casa automobilistica Goliath-Werke Borgward & Co dal 1957 al 1961.

## Il contesto
Con questa vettura venne sostituita la Goliath GP 900. Del modello precedente la 1100 manteneva quasi tutto tranne il motore, che ora era un motore boxer con raffreddamento ad acqua di cilindrata superiore (1.094 cc), e la mascherina anteriore che aveva ora un disegno più moderno. Il nuovo motore forniva una potenza di 40 hp (30 kW – 41 cv).
La 1100 venne presentata al salone dell'auto di Ginevra del 1957. Nell'anno della sua presentazione oltre che con carrozzeria berlina la 1100 era disponibile anche con carrozzeria familiare a tre porte. L'anno successivo venne presentata la versione due porte coupé. A partire dal 1959 venne abbandonato il marchio Goliath e la vettura veniva venduta con il marchio Hansa con il nome di Hansa 1100. La 1100 fu l'ultima vettura prodotta dalla casa automobilistica Goliath.
La vettura fu disponibile fin dall'inizio anche con allestimento 1100 Luxus con motore da 55 hp (41 kW – 56 cv) con due carburatori e rapporto di compressione più alto. Nell'ottobre 1958 la Goliath 1100 venne sostituita dalla Hansa 1100. Su questa vettura verranno introdotte delle piccole pinne nella parte posteriore della carrozzeria ed una banda cromata lungo i fianchi. Come optional divenne disponibile anche il cambio automatico.